# Punta S'Abbadorgiu
La punta S'Abbadorgiu è una montagna alta 943 m della Sardegna, ubicata nel comune di Baunei.
Dalle sue pendici nasce il rio Molentina.